# Vittaria hecistophylla
Vittaria hecistophylla är en kantbräkenväxtart som beskrevs av Edwin Bingham Copeland. Vittaria hecistophylla ingår i släktet Vittaria och familjen Pteridaceae. Inga underarter finns listade.